# Dogern
Dogern (în alemanică Dogere) este o comună din landul Baden-Württemberg, Germania.

## Istorie
Dogern a avut o lungă istorie, trecând constant de la un proprietar la altul. Comuna a fost menționată pentru prima dată în 1128, ca proprietate a casei de Frohburg. În 1284 casa de Frohburg a vândut așezarea Ordinului Ospitalierilor. În 1335, comuna a fost vândută mănăstirii Königsfelden. În urma Reformei Protestante mănăstirea a fost desființată, iar comuna a fost preluată de Republica Berna, care i-a vândut-o Abației Sfântului Blasiu. În 1806, ca urmare a tratatului de la Pressburg, comuna a fost încă o dată schimbată în favoarea Marelui Ducat de Baden. 